# 訂單管理系統
订单管理系统又稱訂單系統，是许多行业用于输入订单和处理訂單的计算机软件系统。订单管理通常有多个步骤，所以系統有工作流功能来管理整個订单管理过程。